# 燕夜蛾属
燕夜蛾属（学名：Aventiola）为裳蛾科的一个属。

## 下属物种
本属包括以下物种：
- 燕夜蛾 Aventiola pusilla Butler, 1879